# Atypus yajuni
Espèce
Atypus yajuni est une espèce d'araignées mygalomorphes de la famille des Atypidae.

## Distribution
Cette espèce est endémique du Anhui en Chine,.

## Publication originale
- Zhu, Zhang, Song & Qu, 2006 : A revision of the genus Atypus in China (Araneae: Atypidae). Zootaxa, no 1118, p. 1-42.